# Coffea fotsoana
Espèce
Coffea fotsoana Stoff. & Sonké est une espèce de plantes dicotylédones de la famille des Rubiaceae et du genre Coffea, originaire du Cameroun.

## Étymologie
Son épithète spécifique fotsoana rend hommage à Roger Fotso, biologiste et ornithologue camerounais. 

## Distribution
Endémique du Cameroun, elle n'est connue que sur un seul site, dans la région du Sud-Ouest. En février 2002, lors d'un inventaire de biodiversité dans le massif de Mbam Minkom, des spécimens de Coffea ont été récoltés à Akoas (rocher d'Ako'akas ?) dans le département de la Lekié, à 40 km au nord-ouest de Yaoundé, à une altitude de 860 m, par Bonaventure Sonké et son équipe. 
Du fait de sa rareté (moins de 250 individus signalés en 2011) et de son exposition à la déforestation liée à l'agriculture, elle est considérée comme « en danger critique d'extinction », selon les critères de l'UICN.

## Description
Cette espèce est caractérisée par la présence d'une grosse cicatrice observable au-dessus du fruit, la corolle à tube de 3 à 5 mm de long et les lobes d’environ 7 mm de long et de 2,5-3 mm de largeur. C'est un arbuste d’environ 1,5 m de hauteur avec des feuilles à pétiole long de 4-5 mm, une limbe elliptique et un acumen long de 0,5-1 cm
.